# Hongkonger Rugby-Union-Nationalmannschaft
Die Hongkonger Rugby-Union-Nationalmannschaft (englisch Hong Kong national rugby union team; chinesisch 香港欖球代表隊 / 香港榄球代表队, Pinyin Xiānggǎng Lǎnqiú Dàibiǎoduì, Jyutping Hoeng1gong2 Laam5kau4 Doi6biu2deoi6) ist die Nationalmannschaft Hongkongs in der Sportart Rugby Union und repräsentiert die Sonderverwaltungszone der Volksrepublik China bei allen Länderspielen (Test Matches) der Männer. Die Mannschaft trägt den Spitznamen „Dragons“, nach dem chinesischen Drachen. Die organisatorische Verantwortung trägt der 1952 gegründete Verband Hong Kong Rugby Union (HKRU). Hongkong wird vom Weltverband World Rugby in die dritte Stärkeklasse (third tier) eingeteilt und gilt, zusammen mit Südkorea, traditionellerweise als eine der stärksten Nationalmannschaften Asiens nach Japan.
Der Rugby-Union-Sport in Hongkong geht auf die britische Kolonialzeit zurück und ist seitdem stark von der früheren Kolonialmacht beeinflusst worden. Aufgrund der Geschichte Hongkongs als Kronkolonie des Vereinigten Königreiches sind auch heute noch viele Spieler der Mannschaft britischer Herkunft. 1969 bestritt Hongkong im Rahmen der ersten Asienmeisterschaft sein erstes Test Match gegen Japan. Die Mannschaft errang bisher sechs Titel bei Asienmeisterschaften und klassierte sich achtmal auf dem zweiten sowie 15-mal auf den dritten Platz. 2025 qualifizierte sich Hongkong erstmals für eine Weltmeisterschaft und wurde damit das zweite asiatische Land, dem dies gelang. Traditionell spielt Hongkong in dunkelblauen Trikots mit weißen Hosen und dunkelblauen Socken.

## Organisation
Verantwortlich für die Organisation von Rugby Union in Hongkong ist die Hong Kong Rugby Union (HKRU). Der Verband wurde 1952 gegründet und 1988 Vollmitglied des International Rugby Football Board (IRFB; heute World Rugby). Die HKRU war außerdem im Jahr 1968 Gründungsmitglied der Asian Rugby Football Union (ARFU; heute Asia Rugby).
Die höchste Rugby-Union-Liga in Hongkong ist die 2011 gegründete Hong Kong Premiership mit sechs Mannschaften. Ein Großteil der für die Nationalmannschaft antretenden Spieler speist sich aus dieser Liga, weitere Spieler sind vor allem in England tätig.
Neben der eigentlichen Nationalmannschaft ruft die HKRU weitere Auswahlmannschaften zusammen. Wie andere Rugbynationen verfügt Hongkong über eine U-20-Nationalmannschaft, die an den entsprechenden World Rugby U20 Trophy teilnimmt. Hinzu kommt die Siebener-Rugby-Nationalmannschaft. Kinder und Jugendliche werden bereits in der Schule an den Rugbysport herangeführt und je nach Interesse und Talent beginnt dann die Ausbildung. Zu diesem Zweck werden Jugendligen mit zwei Altersstufen und Ausbildungsprogramme an über 200 Schulen durchgeführt.

## Geschichte

### Einführung und Verbreitung von Rugby
Einige Jahrzehnte nach der Übernahme Hongkongs durch die Briten gelangte auch der Rugbysport in diese Kronkolonie. Alten Zeitungsberichten zufolge soll dies in den 1870er Jahren geschehen sein, womit Hongkong das älteste rugbyspielende Land Asiens wäre. In diesem Zeitraum waren die Spieler hauptsächlich britische Matrosen, aber auch Polizisten und Händler. Der erste Rugby-Sekretär Hongkongs war Jock McGregor. Der älteste Verein ist der am 12. Februar 1886 gegründete Hongkong FC, dessen Rugby-Sektion vier Tage später das erste Spiel gegen eine Auswahl der britischen Garnison organisierte.
Ein formeller Ligenbetrieb bestand ab der Saison 1910/11 mit zunächst fünf Mannschaften. Zwischen 1924 und 1949 spielte eine inoffizielle Hafenauswahl Hongkongs regelmäßig gegen eine Auswahl aus Shanghai. Beide Mannschaften bestanden ausschließlich aus britischen Einwanderern, die sich in den Hafenstädten niedergelassen hatten. 1934 traf eine weitere Hongkonger Auswahl auf eine australische Universitätsmannschaft und gewann mit 11:5. Die Partien gegen Shanghai fanden nach der Ausrufung der Volksrepublik China, die eine weitere Verbreitung des Rugbysports in China vorläufig verhinderte, ein Ende. 1952 erfolgte die Gründung des Verbandes Hong Kong Rugby Union (HKRU). Die anhaltende britische Herrschaft über Hongkong, aber auch der Zustrom britischer Einwanderer und Kapitals vom Festland sowie die Etablierung Hongkongs als wichtige Hafenstadt führten zu einem Aufleben des Rugbysports, obschon er zunächst weitgehend auf die britische Gemeinschaft beschränkt blieb.
Die HKRU begann die ersten offiziellen Spiele zu organisieren. 1958 empfing Hongkong eine neuseeländische Universitätsmannschaft und unterlag dieser mit 0:47. Im selben Jahr organisierte Larry Abel, einer der Pioniere des Hongkonger Rugbys, kleinere Turniere, die seitdem jährlich ausgetragen werden. 1968 war Hongkong eines der Gründungsmitglieder der Asian Rugby Football Union (ARFU; heute Asia Rugby); die anderen waren Japan, Malaysia, Singapur, Sri Lanka, Südkorea und Thailand. Im März 1969 nahmen die Hongkonger an der ersten Asienmeisterschaft in Japan teil; gegen die Gastgeber resultierte eine knappe Niederlage, während gegen Taiwan, Südkorea und Thailand Siege gelangen. Ein Jahr später gewann die Mannschaft das Play-off um den dritten Platz gegen Singapur.

### Erste Asienmeisterschaften
In den 1970er Jahren spielte Hongkong gegen die meisten asiatischen Nachbarländer mit einer Rugbytradition, darunter Japan, Südkorea, Taiwan, Thailand, Malaysia, Sri Lanka und Singapur. Dabei erzielte Hongkong gemischte Resultate und beendete die Asienmeisterschaft 1972 auf dem zweiten Platz, nachdem es daheim Japan mit 0:16 unterlegen war. 1974 und 1978 kam die Mannschaft nicht über die Gruppenphase hinaus, während sie 1976 nicht teilnahm.
1976 wurden erstmals die Hong Kong Sevens ausgetragen, die entscheidend für die Etablierung der Variante Siebener-Rugby waren und sich als Folge davon auch positiv auf die eng verwandte Union-Variante auswirkten. Das Konzept stammte von den Geschäftspartnern Ian Gow und Tokkie Smith, die ein tragfähiges Rugbyturnier in Asien etablieren wollten. Die ersten Sponsoren dieses Turnieres waren Cathay Pacific und Rothmans International, später ersetzt durch die HSBC. Die ersten teilnehmenden Mannschaften kamen aus Asien, aber auch zwei Auswahlmannschaften aus Australien und Neuseeland beteiligten sich. Das Turnier erfuhr ein schnelles Wachstum mit Mannschaften aus aller Welt und hat sich inzwischen als eines der offiziellen Turniere der jährlichen World Rugby Sevens Series etabliert.

### Etablierung im Mittelfeld
In den 1980er Jahren fiel Hongkong leistungsmäßig hinter Japan und Südkorea zurück. Obschon es weiterhin gelang, andere asiatische Mannschaften zu bezwingen, erreichte Hongkong 1980, 1982, 1988 und 1990 lediglich den dritten Platz, während Japan und Südkorea den Titel meist unter sich ausmachten. Im Jahr 1985 beschloss der International Rugby Football Board (IRFB; heute World Rugby), der damals noch sehr exklusiv war und nur acht Mitglieder zählte, die Einführung der Weltmeisterschaft. Für die erste Austragung 1987 vergab der IRB neun Startplätze durch Einladungen, wobei Hongkong unberücksichtigt blieb. 1988 wurde Hongkong schließlich Mitglied des IRFB, nahm jedoch nicht an der Qualifikation zur Weltmeisterschaft 1991 teil.
Die 1990er Jahre erwiesen sich für Hongkong als erfolgreicher. Zu den bekanntesten Rugbyspielern in diesem Zeitraum gehörten Ashley Billington, David Lewis, Leung Yeung Kit und Chan Fuk Ping. 1992 bestritt Hongkong sein erstes Test Match gegen eine nichtasiatische Mannschaft, wobei es den Vereinigten Staaten in San Franciscos Boxer Stadium mit 16:23 unterlag. Im selben Jahr erreichten die Hongkonger das Finale der Asienmeisterschaft, nachdem sie Südkorea mit 20:13 besiegt hatten, dort jedoch gegen Japan mit 9:37 unterlagen. Bei der Asienmeisterschaft 1994, die gleichzeitig Teil der Qualifikation zur Weltmeisterschaft 1995 war, verlor Hongkong sein Eröffnungsspiel gegen Südkorea, woraufhin es alle anderen Gegner bezwang und den dritten Platz erreichte; dennoch verpasste es das Endturnier in Südafrika. Eine herausragende Leistung zeigte Billington mit zehn Versuchen gegen Singapur am 10. November 1994; dies sind die meisten Versuche durch einen Spieler in einer WM-Qualifikation.
1996 deklassierte Hongkong Taiwan im Spiel um Platz drei mit 114:12. 1997 übergaben die Briten die Kronkolonie Hongkong an die Volksrepublik China, was jedoch keinen Einfluss auf die internationale Teilnahme der Nationalmannschaft hatte. In den 1990er Jahren trugen die Hongkonger mehrere Test Matches gegen nichtasiatische Mannschaften aus. Gegner waren unter anderem Namibia, Papua-Neuguinea, die Vereinigten Staaten und Kanada. Hongkong erzielte dabei nennenswerte Siege, darunter dreimal gegen die USA, einmal in San Francisco, sowie 1998 gegen Kanada. Trotz dieser Steigerungen in den 1990er Jahren besiegte Hongkong in der Asienmeisterschaft 1998, die zur Qualifikation für die Weltmeisterschaft 1999 zählte, zwar Südkorea, unterlag jedoch Japan und erlitt eine überraschende Niederlage gegen Taiwan, womit es den vierten Gruppenplatz erreichte.

### Im neuen Millennium

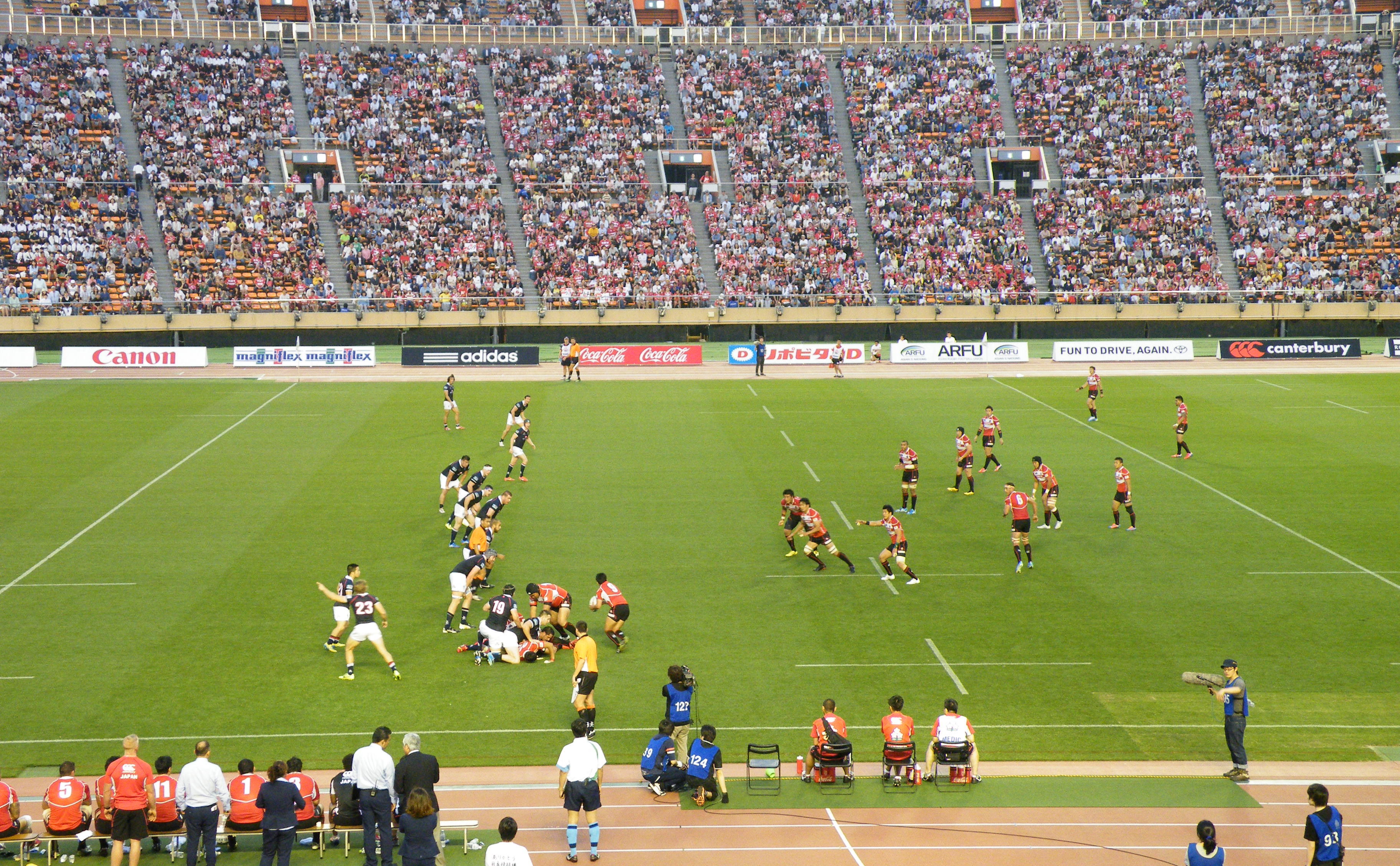
Hongkong gegen Japan während der Asienmeisterschaft 2014

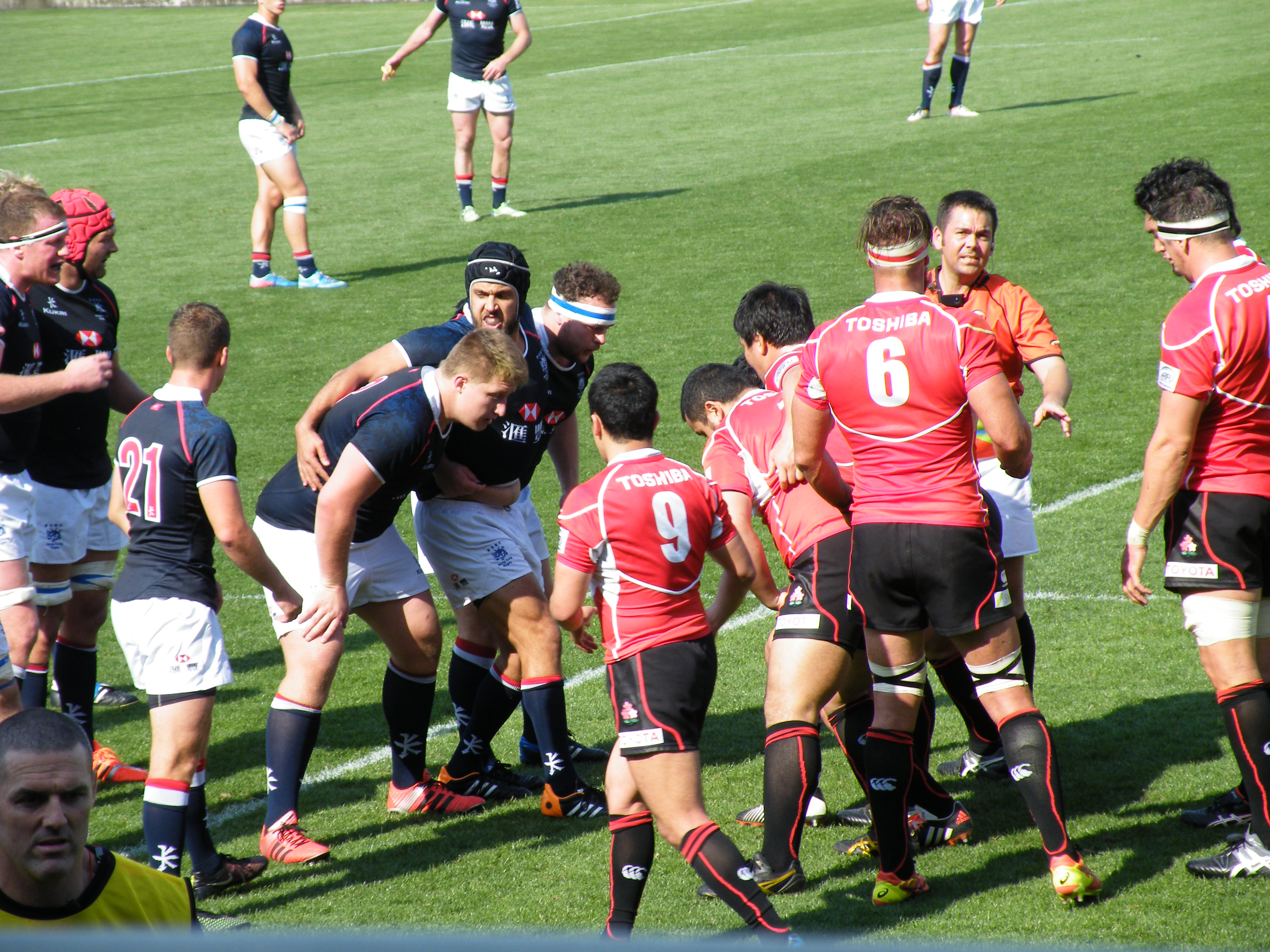
Hongkong gegen Japan während der Asienmeisterschaft 2015

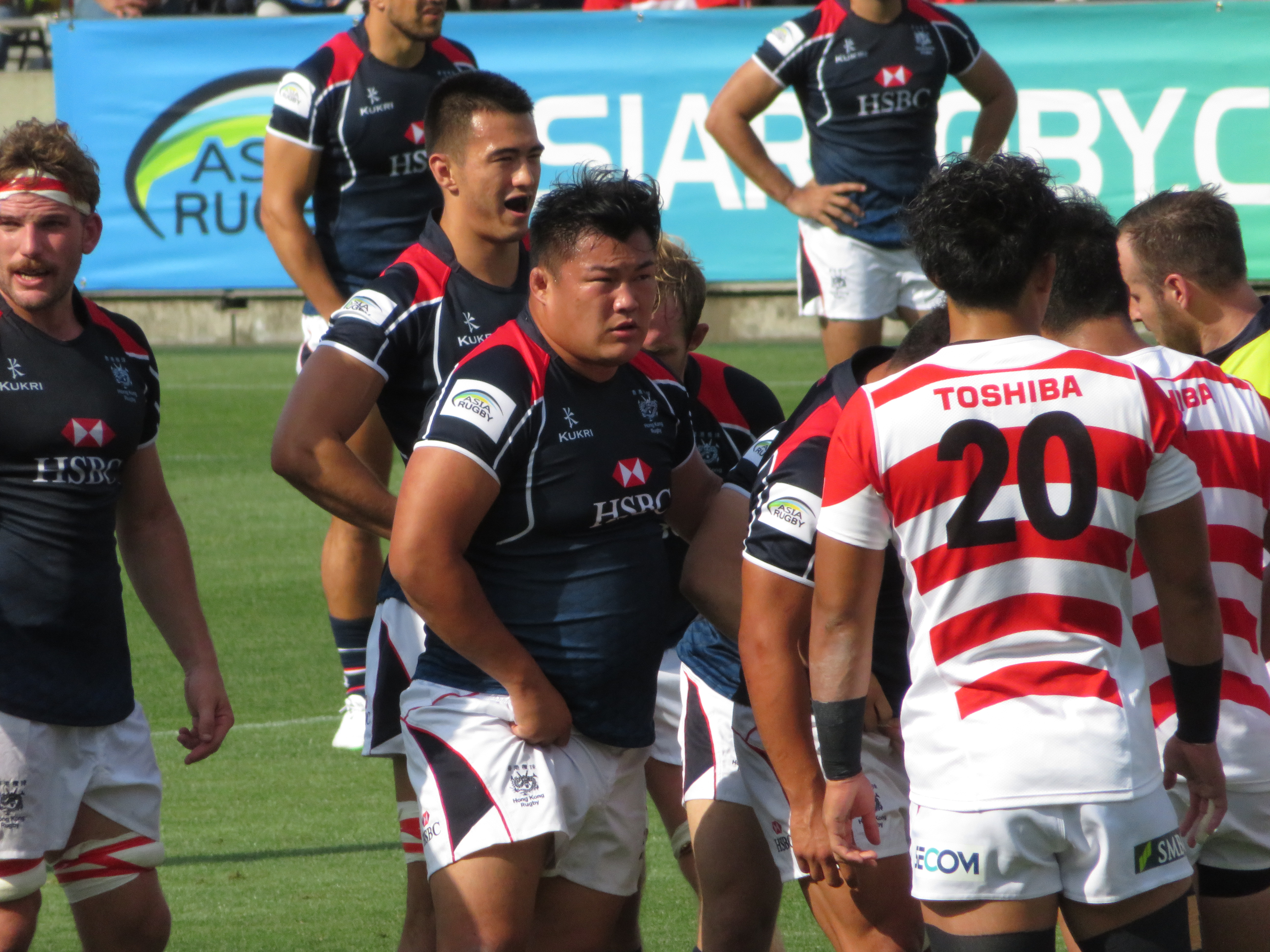
Hongkong gegen Japan während der Asienmeisterschaft 2017

Die Asienmeisterschaft 2000 verlief noch enttäuschender als das vorhergehende Turnier, mit Niederlagen gegen Japan, Südkorea und Taiwan. Im selben Jahr schrieb Hongkong Geschichte, als es auf die Volksrepublik China traf; dies war das erste Test Match gegen eine Mannschaft vom chinesischen Festland. Die Partie wurde in Shanghai im Gedenken an die früheren Rugbyspiele zwischen den Auswahlteams Hongkongs und Shanghais gespielt. Den Festlandchinesen gelang ein Überraschungssieg von 17:15 über Hongkong. Ein Jahr später wurde die Mannschaft abermals von der Volksrepublik überrascht, das in Guangzhou ein 25:25-Unentschieden erreichte. Die Asienmeisterschaft 2002 beendete Hongkong auf dem dritten Gruppenplatz. In der Qualifikation für die WM 2003 unterlag Hongkong Taiwan überraschend mit 15:20, obschon es die Volksrepublik in derselben Qualifikation erstmals besiegen konnte.
In der Asienmeisterschaft 2004 sicherte sich Hongkong den dritten Platz der Division 1. Die Asienmeisterschaft 2006/07 diente als Kontinentalqualifikation zur WM 2007; Hongkong verlor alle Spiele und verpasste die Play-offs deutlich.
Ab 2008 wurde die Asienmeisterschaft jährlich in der als „Top 5“ bezeichneten ersten Division zwischen fünf Mannschaften und mit jeweils einem Auf- und Absteiger ausgetragen. Sie hieß von da an vorübergehend Asian Five Nations. In der ersten Austragung gewann Hongkong zwar gegen die Debütanten Kasachstan und Arabien, unterlag aber Japan und Südkorea. Beim Asian Five Nations 2009 unterlag Hongkong neben Japan und Südkorea auch Kasachstan und erreichte nur den vierten Platz. Die Asian Five Nations 2010 gehörten zur Qualifikation für die WM 2011. Zwar konnten die Hongkonger Südkorea und Kasachstan bezwingen, verloren jedoch gegen Arabien; dank mehr Bonuspunkten erreichte Kasachstan anstelle Hongkongs die Play-offs.
Die Asian Five Nations 2011 beendete Hongkong nach Siegen über Kasachstan, Sri Lanka und die Vereinigten Arabischen Emirate hinter Japan auf Platz zwei. 2012 und 2013 platzierten sich die Hongkonger jeweils hinter den Japanern und Südkoreanern auf Platz drei. Ein Jahr später war das 2014er-Turnier Teil der Qualifikation für die WM 2015 und verlief für Hongkong besser. Die Mannschaft wurde mit den traditionellen Gegnern Japan und Südkorea, aber auch mit Sri Lanka und den Debütanten aus den Philippinen in eine Gruppe gelost. Den Hongkongern gelang ein 39:6-Heimsieg über Südkorea, aber auch ein historischer 108:0-Sieg über die Philippinen. Damit erreichten sie den zweiten Platz und die Play-offs. Dort konnten sie gegen Uruguay in Montevideo in der ersten Halbzeit gut mithalten und lagen lediglich mit 3:6 zurück; in der zweiten Hälfte fielen sie mangels Disziplin und Schlüsselspielern jedoch zurück und verloren schließlich mit 3:28, womit sie aus der Qualifikation ausschieden.
2015 nahm die Asienmeisterschaft die Bezeichnung Asia Rugby Championship an. Hongkong beendete das Turnier auf dem zweiten Platz, nachdem das letzte Spiel gegen Japan nach wenigen Minuten abgebrochen werden musste und 0:0 unentschieden gewertet wurde, da ein heftiger Regenschauer das Spielfeld überschwemmte. Ende desselben Jahres war Hongkong Gastgeber des Cup of Nations, an dem mit Portugal, Russland und Simbabwe drei weitere aufstrebende Rugbyländer teilnahmen. Hongkong erreichte den zweiten Platz, nachdem es die Portugiesen und Simbabwer besiegen konnte, jedoch den Russen unterlag. 2016 ernannte Hongkong Leigh Jones, Japans Defensivtrainer, der eine entscheidende Rolle in Japans Sieg gegen Südafrika während der WM 2015 gehabt hatte, zum Trainer. In den Jahren 2016 und 2017 erreichte die Mannschaft erneut den zweiten Platz hinter Japan und vor Südkorea.
Zur Leistungssteigerung rief die HKRU unter Jones’ Führung sein erstes professionelles Rugbyprogramm namens Elite Rugby Program ins Leben. Kurzfristiges Ziel war es, heimischen Rugbyspielern die Möglichkeit zu bieten, daheim professionelles Rugby zu spielen; langfristig sollte eine Profiliga nach dem Vorbild der japanischen Top League gegründet werden. Beim Cup of Nations 2016 unterlag Hongkong Russland, bezwang jedoch Simbabwe und Papua-Neuguinea. Ein Jahr später unterlag die Mannschaft abermals Russland, konnte jedoch Chile und Kenia besiegen. Im Turnier Global Rapid Rugby 2018 traf Hongkong unter anderem auf das australische Profiteam Western Force.

### Internationaler Durchbruch
Die Asienmeisterschaften der Jahre 2018 und 2019 dienten gleichzeitig als Qualifikation für die WM 2019. Da die Japaner als Gastgeber bereits einen Startplatz sicher hatten, verzichteten sie auf die Teilnahme. Diese Gelegenheit nutzten die Hongkonger aus und gewannen in beiden Turnieren ihre ersten beiden Asientitel, jeweils vor Südkorea und Malaysia. Damit erreichte das Team die in Marseille stattfindenden Play-offs; dort bezwang es Kenia, unterlag jedoch Deutschland und Kanada.
Aufgrund der Reisebeschränkungen während der COVID-19-Pandemie konnte die Hongkonger Nationalmannschaft in den Jahren 2020 und 2021 kein einziges Spiel bestreiten. Da die Asienmeisterschaften der Jahre 2022 und 2023 zur Qualifikation für die WM 2023 gehörten, nahm Japan aufgrund seiner automatischen Qualifikation nicht daran teil. Dadurch konnten sich die Hongkonger zwei weitere Asientitel sichern und erreichten das Play-off zwischen Asien und Ozeanien. Im australischen Sunshine Coast unterlagen sie jedoch Tonga. Beim anschließenden Finalturnier um den letzten Startplatz in Dubai konnten sie nur Kenia schlagen, während gegen Portugal und die Vereinigten Staaten Niederlagen resultierten. Bei der Asienmeisterschaft 2024 gewann Hongkong nach deutlichen Siegen über die Emirate, Malaysia und Südkorea seinen fünften aufeinanderfolgenden Titel. Die Asia Rugby Championship 2023 war Teil der Qualifikation zur Rugby-Union-Weltmeisterschaft 2027 und die Hongkonger erzielten während des Turnieres wieder deutliche Siege über die Vereinigten Arabischen Emirate, Sri Lanka und Südkorea, womit sie nach Japan das zweite asiatische Team wurden, dass sich für eine Weltmeisterschaft qualifizieren konnte.

## Trikot, Logo und Spitzname

Der chinesische Drache, Emblem der Hongkonger Nationalmannschaft

Hongkong spielt traditionell in dunkelblauen Trikots mit dunkelblauen Ärmeln, weißen Hosen und dunkelblauen Socken. Das Auswärtstrikot ist rot mit roten Ärmeln, weißen Hosen und dunkelblauen Socken.
Aktueller Trikotausrüster der Hongkonger Nationalmannschaft ist der britische Sportartikelhersteller Kukri Sports und Trikotsponsor ist die britische Bank HSBC. Auf den Trikots erscheint das Verbandslogo auf der rechten Seite, das Ausrüsterlogo links und das Sponsorenlogo in der Mitte.
Das Logo der Hong Kong Rugby Union zeigt einen stilisierten chinesischen Drachen in blau mit dem Schriftzug HKRU in Englisch sowie 中國香港欖球總會 in Chinesisch. Der Spitzname der Nationalmannschaft lautet dementsprechend Dragons („die Drachen“).

## Stadien
Hongkong verfügt über kein offizielles Heimstadion für seine Nationalmannschaft, sondern bestreitet seine Heimspiele in verschiedenen Stadien der Sonderverwaltungszone. Die Hongkonger Nationalmannschaft hat bisher auf heimischen Boden vier Stadien für die Austragung von Heimspielen verwendet: das Hong Kong Stadium in Wan Chai, das Mong Kok Stadium in Kowloon, das Hong Kong Football Club Stadium in Happy Valley und der King’s Park Sports Ground in Ho Man Tin.

## Test Matches
Hongkong hat 136 seiner bisher 235 Test Matches gewonnen, was einer Gewinnquote von 57,87 % entspricht. Die Statistik der Test Matches Hongkongs gegen alle Nationen, alphabetisch geordnet, ist wie folgt (Stand Anfang Juli 2025):
| Land                         | Spiele | Gewonnen | Unent- schieden | Verloren | % Siege |
| ---------------------------- | ------ | -------- | --------------- | -------- | ------- |
| Arabien                      | 6      | 0        | 4               | 2        | 66,67   |
| Belgien                      | 4      | 3        | 0               | 1        | 75,00   |
| Brasilien                    | 4      | 3        | 0               | 1        | 75,00   |
| Chile                        | 2      | 1        | 0               | 1        | 50,00   |
| Cookinseln                   | 2      | 2        | 0               | 0        | 100,00  |
| Deutschland                  | 5      | 2        | 0               | 3        | 40,00   |
| Fidschi                      | 3      | 0        | 0               | 3        | 0,00    |
| Japan                        | 36     | 4        | 1               | 31       | 11,11   |
| Kanada                       | 7      | 1        | 0               | 6        | 14,29   |
| Kasachstan                   | 5      | 4        | 0               | 1        | 80,00   |
| Kenia                        | 7      | 5        | 1               | 1        | 71,43   |
| Malaysia                     | 13     | 13       | 0               | 0        | 100,00  |
| Namibia                      | 1      | 0        | 0               | 1        | 0,00    |
| Niederlande                  | 1      | 0        | 0               | 1        | 0,00    |
| Norwegen                     | 1      | 1        | 0               | 0        | 100,00  |
| Papua-Neuguinea              | 3      | 3        | 0               | 0        | 100,00  |
| Paraguay                     | 1      | 0        | 0               | 1        | 0,00    |
| Philippinen                  | 4      | 4        | 0               | 0        | 100,00  |
| Portugal                     | 2      | 1        | 0               | 1        | 50,00   |
| Russland                     | 5      | 0        | 0               | 5        | 0,00    |
| Simbabwe                     | 3      | 3        | 0               | 0        | 100,00  |
| Singapur                     | 13     | 11       | 0               | 2        | 84,62   |
| Spanien                      | 1      | 0        | 0               | 1        | 0,00    |
| Sri Lanka                    | 10     | 10       | 0               | 0        | 100,00  |
| Südkorea                     | 40     | 26       | 0               | 14       | 65,00   |
| Taiwan                       | 21     | 12       | 1               | 8        | 57,14   |
| Thailand                     | 11     | 8        | 0               | 3        | 72,72   |
| Tonga                        | 1      | 0        | 0               | 1        | 0,00    |
| Tunesien                     | 2      | 1        | 0               | 1        | 50,00   |
| Tschechien                   | 1      | 0        | 0               | 1        | 0,00    |
| Uruguay                      | 1      | 0        | 0               | 1        | 0,00    |
| Vereinigte Arabische Emirate | 7      | 7        | 0               | 0        | 100,00  |
| Vereinigte Staaten           | 8      | 4        | 0               | 4        | 50,00   |
| VR China                     | 5      | 3        | 1               | 1        | 60,00   |
| Gesamt                       | 235    | 136      | 4               | 95       | 57,87   |

## Erfolge

### Weltmeisterschaften
2025 qualifizierte sich Hongkong erstmals für eine Weltmeisterschaft.
| Jahr | Resultat                                       | Spiele                                         | Siege                                          | Unent.                                         | Ndlg.                                          | +/-                                            | Punkte                                         |
| ---- | ---------------------------------------------- | ---------------------------------------------- | ---------------------------------------------- | ---------------------------------------------- | ---------------------------------------------- | ---------------------------------------------- | ---------------------------------------------- |
| 1987 | nicht eingeladen                               | nicht eingeladen                               | nicht eingeladen                               | nicht eingeladen                               | nicht eingeladen                               | nicht eingeladen                               | nicht eingeladen                               |
| 1991 | nicht teilgenommen                             | nicht teilgenommen                             | nicht teilgenommen                             | nicht teilgenommen                             | nicht teilgenommen                             | nicht teilgenommen                             | nicht teilgenommen                             |
| 1995 | nicht qualifiziert (Asien)                     | nicht qualifiziert (Asien)                     | nicht qualifiziert (Asien)                     | nicht qualifiziert (Asien)                     | nicht qualifiziert (Asien)                     | nicht qualifiziert (Asien)                     | nicht qualifiziert (Asien)                     |
| 1999 | nicht qualifiziert (3. Qualifikationsrunde)    | nicht qualifiziert (3. Qualifikationsrunde)    | nicht qualifiziert (3. Qualifikationsrunde)    | nicht qualifiziert (3. Qualifikationsrunde)    | nicht qualifiziert (3. Qualifikationsrunde)    | nicht qualifiziert (3. Qualifikationsrunde)    | nicht qualifiziert (3. Qualifikationsrunde)    |
| 2003 | nicht qualifiziert (2. Qualifikationsrunde)    | nicht qualifiziert (2. Qualifikationsrunde)    | nicht qualifiziert (2. Qualifikationsrunde)    | nicht qualifiziert (2. Qualifikationsrunde)    | nicht qualifiziert (2. Qualifikationsrunde)    | nicht qualifiziert (2. Qualifikationsrunde)    | nicht qualifiziert (2. Qualifikationsrunde)    |
| 2007 | nicht qualifiziert (3. Qualifikationsrunde)    | nicht qualifiziert (3. Qualifikationsrunde)    | nicht qualifiziert (3. Qualifikationsrunde)    | nicht qualifiziert (3. Qualifikationsrunde)    | nicht qualifiziert (3. Qualifikationsrunde)    | nicht qualifiziert (3. Qualifikationsrunde)    | nicht qualifiziert (3. Qualifikationsrunde)    |
| 2011 | nicht qualifiziert (3. Qualifikationsrunde)    | nicht qualifiziert (3. Qualifikationsrunde)    | nicht qualifiziert (3. Qualifikationsrunde)    | nicht qualifiziert (3. Qualifikationsrunde)    | nicht qualifiziert (3. Qualifikationsrunde)    | nicht qualifiziert (3. Qualifikationsrunde)    | nicht qualifiziert (3. Qualifikationsrunde)    |
| 2015 | nicht qualifiziert (Repechage)                 | nicht qualifiziert (Repechage)                 | nicht qualifiziert (Repechage)                 | nicht qualifiziert (Repechage)                 | nicht qualifiziert (Repechage)                 | nicht qualifiziert (Repechage)                 | nicht qualifiziert (Repechage)                 |
| 2019 | nicht qualifiziert (Repechage)                 | nicht qualifiziert (Repechage)                 | nicht qualifiziert (Repechage)                 | nicht qualifiziert (Repechage)                 | nicht qualifiziert (Repechage)                 | nicht qualifiziert (Repechage)                 | nicht qualifiziert (Repechage)                 |
| 2023 | nicht qualifiziert (Play-off und Finalturnier) | nicht qualifiziert (Play-off und Finalturnier) | nicht qualifiziert (Play-off und Finalturnier) | nicht qualifiziert (Play-off und Finalturnier) | nicht qualifiziert (Play-off und Finalturnier) | nicht qualifiziert (Play-off und Finalturnier) | nicht qualifiziert (Play-off und Finalturnier) |
| 2027 | qualifiziert (Dritte Phase)                    | qualifiziert (Dritte Phase)                    | qualifiziert (Dritte Phase)                    | qualifiziert (Dritte Phase)                    | qualifiziert (Dritte Phase)                    | qualifiziert (Dritte Phase)                    | qualifiziert (Dritte Phase)                    |
| 2031 | noch ausstehend                                | noch ausstehend                                | noch ausstehend                                | noch ausstehend                                | noch ausstehend                                | noch ausstehend                                | noch ausstehend                                |

### Asienmeisterschaften
Hongkong nimmt seit 1969 an der jährlich ausgetragenen Asienmeisterschaften teil und gewann seitdem sechs Turniere.
- Turniersiege (5): 2018, 2019, 2022, 2023, 2024, 2025

### Weitere Test Matches
Aufgrund der späten Etablierung unternahm Hongkong während der Amateurära kaum Touren nach alter Tradition, da sie um das Jahr 2000 zum Erliegen kamen. Heute stehen für Test Matches gegen Teams der südlichen Hemisphäre jedes Jahr zwei Zeitfenster zur Verfügung: Die Mid-year Internationals im Juni und die End-of-year Internationals im November. Im Gegensatz zu den meisten anderen Rugbynationen spielt Hongkong dabei jedoch um keine Trophäen gegen seine Gegner.

## Spieler

### Aktueller Kader
Die folgenden Spieler bildeten den Kader während der Asia Rugby Championship 2025:
| Spieler                | Position         | Verein                  | Länderspiele |
| ---------------------- | ---------------- | ----------------------- | ------------ |
| James Christie         | Gedrängehalb     | Hong Kong Scottish      | 04           |
| Anthony Coebergh       | Gedrängehalb     | Hong Kong Football Club | 0            |
| Jack Combes            | Gedrängehalb     | USRC Tigers             | 13           |
| Jamie Lauder           | Gedrängehalb     | Hong Kong Football Club | 18           |
| Matteo Avitabile       | Verbinder        | Hong Kong Football Club | 07           |
| Joe Barker             | Verbinder        | Kowloon                 | 03           |
| Julien Bourron         | Verbinder        | Hong Kong Football Club | 0            |
| Nathan De Thierry      | Verbinder        | Hunter Wildfires        | 19           |
| Gregor McNeish         | Verbinder        | Hong Kong Football Club | 10           |
| Jack Abbott            | Innendreiviertel | Hong Kong Football Club | 01           |
| Benjamin Axten-Burrett | Innendreiviertel | Hong Kong Football Club | 22           |
| Liam Herbert           | Innendreiviertel | USRC Tigers             | 0            |
| Thomas Hill            | Innendreiviertel | Hong Kong Football Club | 16           |
| Guy Spanton            | Innendreiviertel | HKU Sandy Bay           | 08           |
| Maxwell Threlkeld      | Innendreiviertel | HKU Sandy Bay           | 02           |
| Brandon Bellamin       | Außendreiviertel | HKU Sandy Bay           | 0            |
| Murray Brechin         | Außendreiviertel | Hong Kong Football Club | 03           |
| Max Denmark            | Außendreiviertel | Hong Kong Football Club | 10           |
| Harry Sayers           | Außendreiviertel | Valley                  | 17           |
| Matt Worley            | Außendreiviertel | Bedford Blues           | 15           |
| Paul Altier            | Schlussmann      | Chambéry                | 15           |
| Dylan White            | Schlussmann      | Kowloon                 | 01           |

| Spieler                | Position             | Verein                  | Länderspiele |
| ---------------------- | -------------------- | ----------------------- | ------------ |
| Harry Baron            | Hakler               | Hong Kong Scottish      | 0            |
| Alexander Post         | Hakler               | Richmond                | 23           |
| Calum Scott            | Hakler               | London Scottish         | 08           |
| Benedict Sheldon       | Hakler               | Kowloon                 | 0            |
| Lam Jak Shing          | Hakler               | HKU Sandy Bay           | 02           |
| Keelan Chapman         | Pfeiler              | Hong Kong Football Club | 09           |
| Mikkel Christensen     | Pfeiler              | Hong Kong Scottish      | 0            |
| Rory Cinnamond         | Pfeiler              | HKU Sandy Bay           | 10           |
| Zacceus Cinnamond      | Pfeiler              | HKU Sandy Bay           | 17           |
| Sunia Fameitau         | Pfeiler              | HKU Sandy Bay           | 05           |
| James Holmes           | Pfeiler              | Kowloon                 | 03           |
| Faizal Solomona-Penesa | Pfeiler              | Hong Kong Scottish      | 20           |
| Callum McCullough      | Zweite-Reihe-Stürmer | Hong Kong Football Club | 17           |
| Patrick Jenkinson      | Zweite-Reihe-Stürmer | Hong Kong Football Club | 13           |
| Jamie Pincott          | Zweite-Reihe-Stürmer | Hong Kong Scottish      | 16           |
| Mark Prior             | Zweite-Reihe-Stürmer | HKU Sandy Bay           | 13           |
| Kyle Sullivan          | Zweite-Reihe-Stürmer | USRC Tigers             | 28           |
| Jack Bartlett          | Flügelstürmer        | Hong Kong Football Club | 0            |
| Joshua Hrstich         | Flügelstürmer        | Hong Kong Football Club | 19           |
| Tyler McNutt           | Flügelstürmer        | Hong Kong Football Club | 10           |
| Pierce MacKinlay-West  | Flügelstürmer        | Hong Kong Football Club | 14           |
| Alessandro Nardoni     | Flügelstürmer        | Hong Kong Scottish      | 01           |
| James Sawyer           | Flügelstürmer        | Kowloon                 | 15           |
| Luke van der Smit      | Flügelstürmer        | Valley                  | 18           |

### Bekannte Spieler
Bisher wurde noch kein Hongkonger Spieler in die World Rugby Hall of Fame aufgenommen.

### Spielerstatistiken

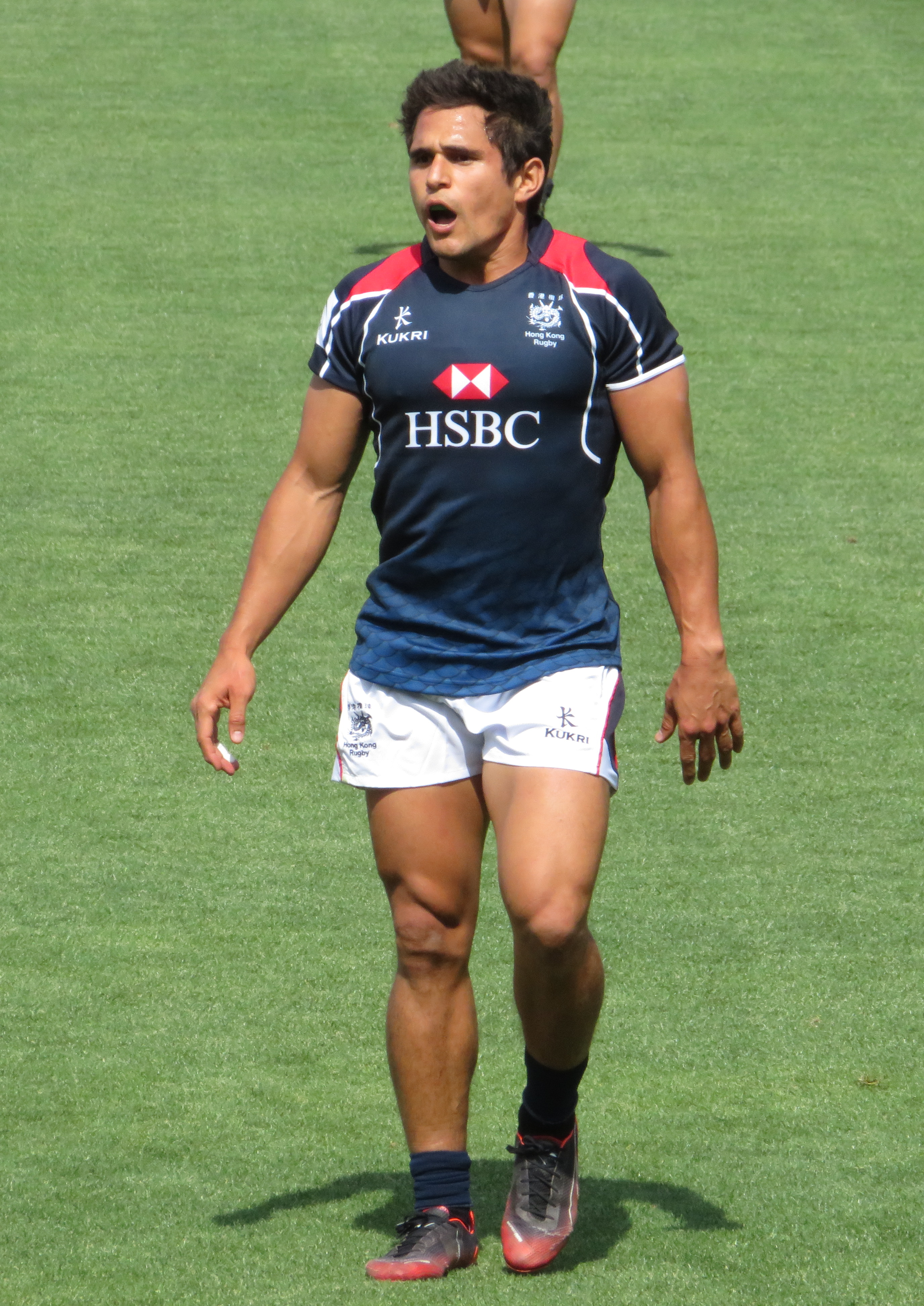
Rowan Varty (2017)

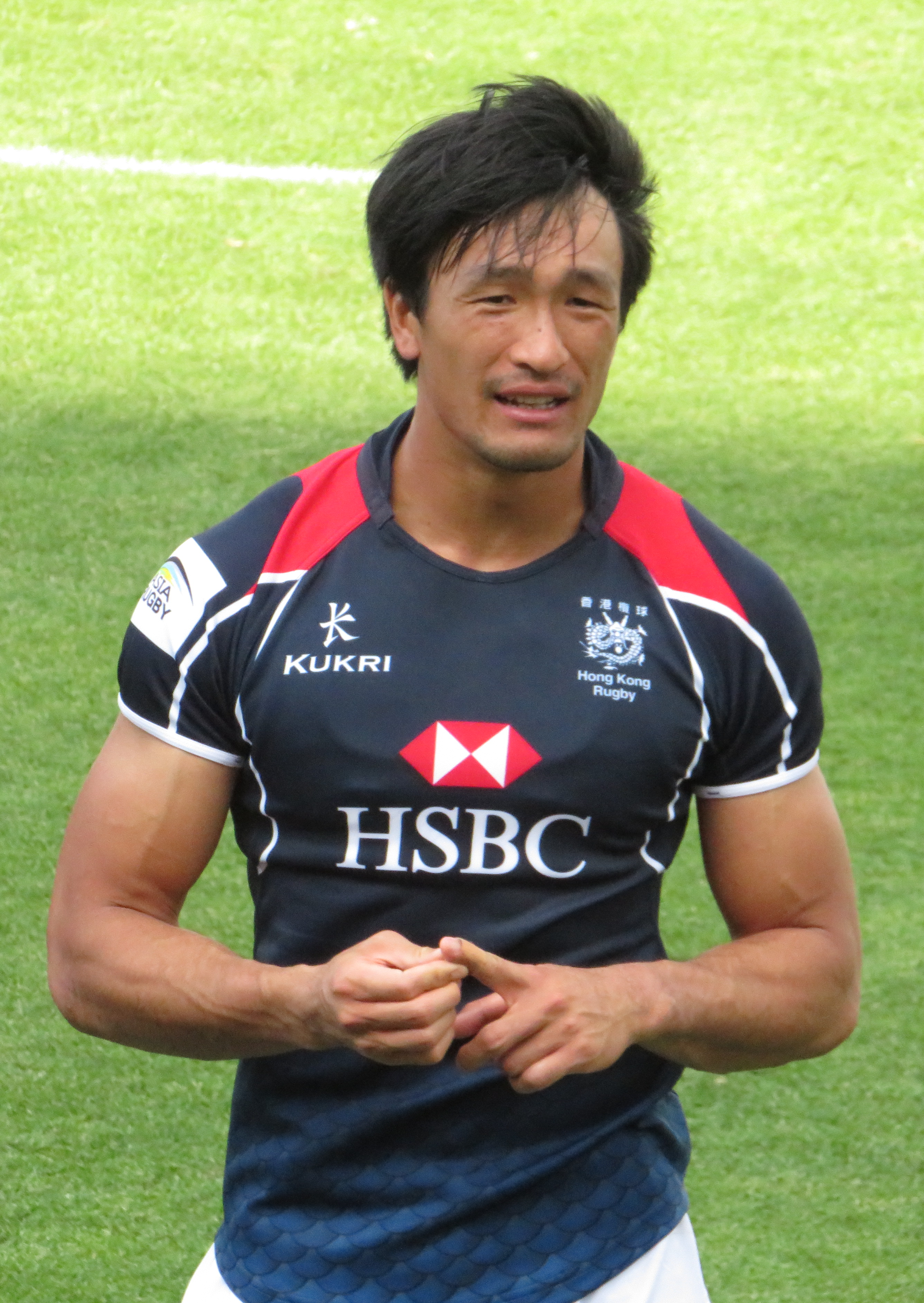
Salom Yiu-kam Shing (2017)

Nachfolgend sind die wichtigsten Statistiken aufgelistet, die Spieler Hongkongs betreffen. Die mit * markierten Spieler sind noch aktiv und können sich weiter verbessern.
(Stand: Juli 2025)
| Rang | Name                   | Zeitraum  | Spiele |
| ---- | ---------------------- | --------- | ------ |
| 01   | Nick Hewson            | 2009–2018 | 58     |
| 02   | Alexander Ng Wai Shing | 2008–2017 | 51     |
| 03   | Salom Yiu-kam Shing    | 2009–2018 | 49     |
| 04   | Rowan Varty            | 2008–2017 | 43     |
| 05   | Alex Harris            | 2010–2018 | 30     |
| 06   | Alex McQueen           | 2008–2017 | 30     |
| 07   | Jamie Hood             | 2011–2018 | 29     |
| 08   | Matt Lamming           | 2012–2017 | 29     |
| 09   | Jack Parfitt           | 2014–2019 | 29     |
| 10   | Tyler Spitz            | 2014–2019 | 29     |

| Rang | Name                | Zeitraum  | Punkte |
| ---- | ------------------- | --------- | ------ |
| 01   | Matthew Rosslee     | 2016–2019 | 217    |
| 02   | Alex McQueen        | 2008–2017 | 138    |
| 03   | Ben Rimene          | 2015–2018 | 129    |
| 04   | Kenzo Pannell       | 2007–2009 | 102    |
| 05   | Salom Yiu-kam Shing | 2009–2018 | 100    |
| 06   | Chris McAdam        | 2012–2015 | 092    |
| 07   | Rowan Varty         | 2008–2017 | 090    |
| 08   | Keith Robertson     | 2009–2012 | 087    |
| 09   | Chris Gordon        | 1997–2002 | 075    |
| 10   | Ashley Billington   | 1994–1998 | 070    |

| Rang | Name                | Zeitraum  | Versuche |
| ---- | ------------------- | --------- | -------- |
| 01   | Salom Yiu-kam Shing | 2009–2018 | 20       |
| 02   | Rowan Varty         | 2008–2017 | 18       |
| 03   | Alex McQueen        | 2008–2017 | 15       |
| 04   | Ashley Billington   | 1994–1998 | 14       |
| 05   | Jon Dingley         | 1994–1998 | 10       |
| 06   | Tom McQueen         | 2010–2015 | 09       |
| 07   | Luke Nabaro         | 1997–1998 | 09       |
| 08   | Tyler Spitz         | 2014–2019 | 09       |
| 09   | Paul Dingley        | 1997–2002 | 08       |
| 10   | Vaughan Going       | 1994–1998 | 08       |

## Trainer

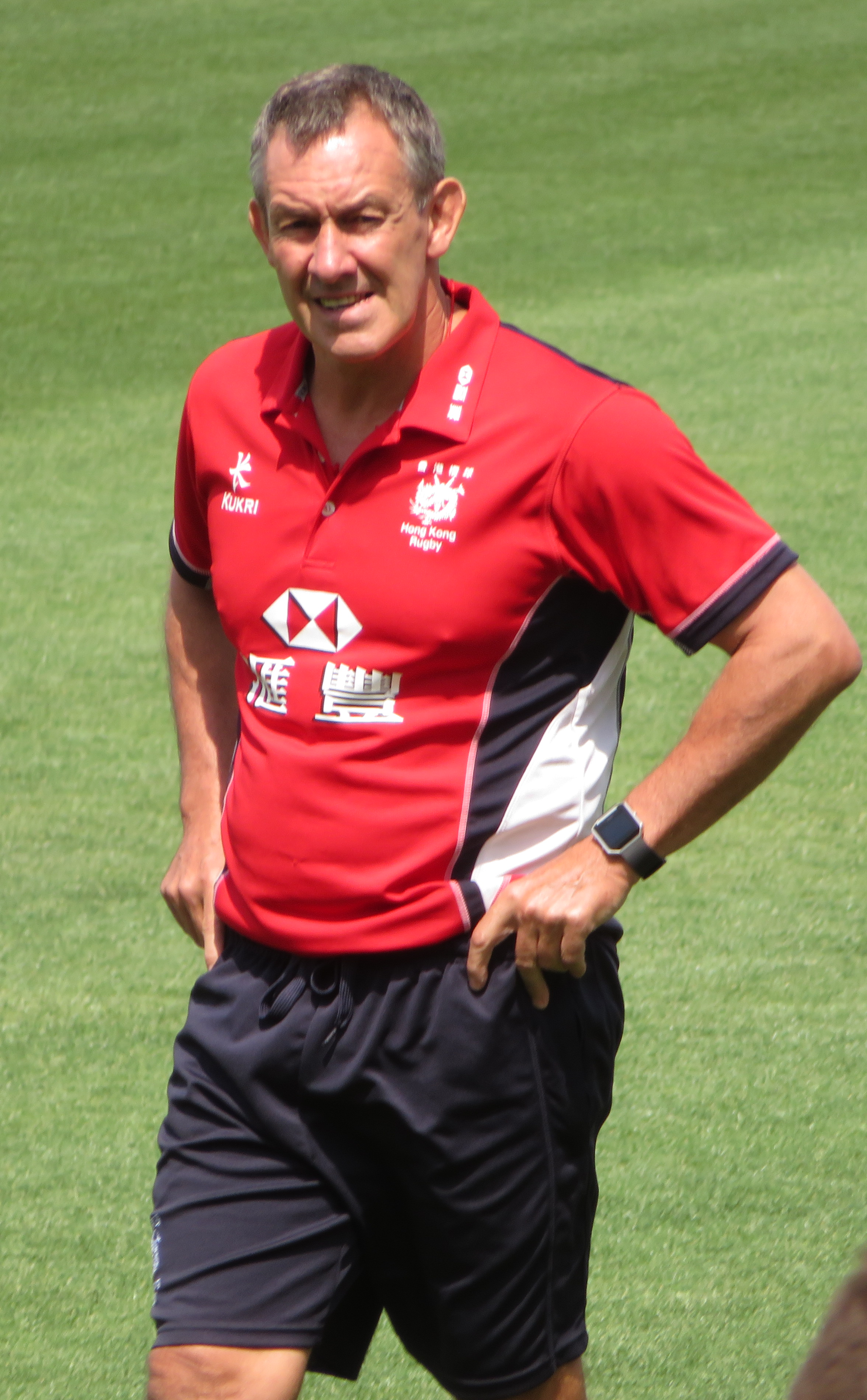
Leigh Jones (2017)

Folgende Personen waren Trainer der Hongkonger Nationalmannschaft:
| Name                  | Jahre     |
| --------------------- | --------- |
| Jim Rowark            | 1987–1992 |
| George Simpkin        | 1993–1998 |
| Phil Campbell         | 1998–2001 |
| Chris Roden           | 2001–2003 |
| Ivan Torpey           | 2004–2007 |
| John Walters          | 2007–2008 |
| Dai Rees              | 2008–2014 |
| Andrew Hall           | 2014–2015 |
| Leigh Jones           | 2016–2018 |
| Andrew Hall           | 2019–2021 |
| Craig Hammond         | 2021      |
| Simon Armor (interim) | 2021      |
| Lewis Evans           | 2022–2023 |
| Andrew Douglas        | seit 2023 |